# Зграда Прве јавне библиотеке у Нишу
Зграда Прве јавне библиотеке у Нишу је завештана кућа владике нишког Јеронима и налази се на углу улица Јеронимове и Орловића Павла у Нишу.

## Историјат
Прва јавна библиотека у Нишу, отворена је још 1868. године за време управљања Абдурхад-паше. Била је смештена у две дограђене просторије уз северни зид Бали-бегове џамије на месту где је данас улазни трем џамије. Позната је и као Прва турска јавна библиотека.
Одмах по ослобођењу од Турака, поред школских књижница Ниш је већ 1879. године добио прву књижару, а одмах за њом и читаоницу, основану залагањем професора Гимназије, нарочито Стевана Сремца као "деловође нишке читаонице".
Одлучан корак ка оснивању јавне библиотеке Ниша остварен је тестаментом нишког епископа Јеронима од 13. маја 1894. године, којим је завештао своје имање са кућом, новац и 2000 књига. "Све ствари, новац, кућа, као мебл нови са великим орманом и орманчићем за писма, са два велика огледала, миндерлуком, црним кабинетом, креденцом, асталима и покривачима припада Народној библиотеци, као и гвоздена умиваоница са гвозденим столом" - написао је владика у свом тестаменту. Сам плац где се налази ова кућа површине је 1.000 метара квадратна. Библиотека је у кућу епископа Јеронима Јовановића усељена крајем лета 1904. године.
Сама библиотека "Стеван Сремац" била је смештена у овој згрради све до 1948. године када је поплавњена. Тада се доноси одлука да се библиотека привремено исели, што траје до данашњег дана. Комунистичка партија је давне 1949. године донела одлуку о национализацији тако да је у ове просторије уселила 7 породица. 

## Архитектура
Кућа је приземна с, са пет просторија и подрумом на свод. Подигнута је у духу грађанске архитектуре, пре 1889. године, пошто је те године њен власник, владика Јероним Јовановић постао епископ Нишке епархије

## Зграда данас
Зграда је данас у лошем стању и захтева хитну рестаурацију. 1994. године Библиотека "Стеван Сремац" тужила је државу и Град Ниш да је потпуно бесправно власништво Библиотеке дато људима на коришћење. Исте године донета је пресуда којом се утврђује право својине Народне библиотеке над зградама у Јеронимовој 1. Очекује се да ова зграда буде обновљена средствима надлежног министарства. У овој згради требало би да се пресели Завичајно одељење које сакупља књиге и монографије о Нишу, као и дела нишких аутора. Овај простор биће искоришћен за спомен-собу Стевана Сремца, који је оставио дубок траг у самом Граду Нишу. 

## Споменик културе
Зграда у Јеронимовој улици, као значајан споменик првих корака библиотекарства града, стављена је 1987. године под заштиту закона.